# Wallace Bryant
Wallace Bryant (n. 19 decembrie 1863, Melrose⁠(d), Massachusetts, SUA – d. 2 mai 1953, Gloucester⁠(d), Massachusetts, SUA) a fost un arcaș ce a reprezentat Statele Unite ale Americii, medaliat olimpic. A participat la o ediție a Jocurilor Olimpice (1904) în care a câștigat o medalie de bronz.

## Participări
Lista de mai jos prezintă principalele competiții la care a participat Wallace Bryant de-a lungul carierei.
- archery at the 1904 Summer Olympics – men's team round[*]